# Ljubanje
Ljubanje (izvirno srbsko Љубање) je naselje v Srbiji, ki upravno spada pod Mesto Užice; slednja pa je del Zlatiborskega upravnega okraja.

## Demografija
V naselju, katerega izvirno (srbsko-cirilično) ime je Љубање, živi 577 polnoletnih prebivalcev, pri čemer je njihova povprečna starost 43,0 let (41,6 pri moških in 44,6 pri ženskah). Naselje ima 225 gospodinjstev, pri čemer je povprečno število članov na gospodinjstvo 3,15.
To naselje je, glede na rezultate popisa iz leta 2002, večinoma srbsko.
|  |

| Demografija | Demografija     | Demografija     |
| Leto        | Št. prebivalcev | Št. prebivalcev |
| ----------- | --------------- | --------------- |
|             |                 |                 |
|             |                 |                 |
|             |                 |                 |
|             |                 |                 |
| 1948        | 955             |                 |
| 1953        | 963             |                 |
| 1961        | 873             |                 |
| 1971        | 767             |                 |
| 1981        | 687             |                 |
| 1991        | 659             | 659             |
| 2002        | 714             | 708             |
|             |                 |                 |

| Etnična sestava po popisu iz leta 2002 | Etnična sestava po popisu iz leta 2002 | Etnična sestava po popisu iz leta 2002 | Etnična sestava po popisu iz leta 2002 | Etnična sestava po popisu iz leta 2002 |
| -------------------------------------- | -------------------------------------- | -------------------------------------- | -------------------------------------- | -------------------------------------- |
| Srbi                                   | Srbi                                   |                                        | 701                                    | 99,01%                                 |
| Črnogorci                              | Črnogorci                              |                                        | 4                                      | 0,56%                                  |
| Hrvati                                 | Hrvati                                 |                                        | 1                                      | 0,14%                                  |
| Muslimani                              | Muslimani                              |                                        | 1                                      | 0,14%                                  |
| Neznano                                | Neznano                                |                                        | 1                                      | 0,14%                                  |